# Hacia la fama
Hacia la fama fue uno de los primeros concursos emitidos por televisión en España, estrenado en 1958, pocos meses después del inicio de las retransmisiones regulares del nuevo medio de comunicación en el país, con realización de Enrique de las Casas.

## Formato
El espacio pretendía descubrir a jóvenes talentos de la literatura. Semanalmente, los aspirantes al premio presentaban relatos cortos que eran leídos ante la cámara. Los espectadores votaban por correo el cuento que creían merecedor del primer premio. Posteriormente, en el programa se introdujeron nuevas secciones dedicadas a danza, canto y mímica.

## Presentación
Corrió a cargo de Ángel de Echenique y Denise la primera temporada, la  segunda temporada estuvo presentada por Ángel de Echenique e Isabel Bauzá.